# کارول ژیمسکی

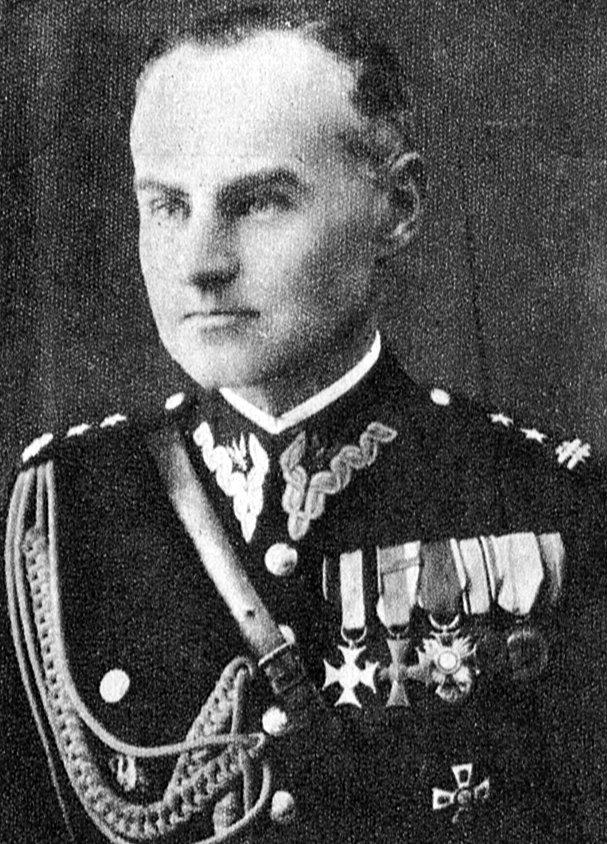
نگاره‌ای از کارول ژیمسکی، ژنرال اسبق لهستانی - ۱۹۳۵

کارول ژیمسکی (به لهستانی: Karol Ziemski) (۲۴ مه ۱۸۹۵ - ۱۷ ژانویه ۱۹۷۴) ژنرال لهستانی بود که در تهاجم به لهستان و قیام ورشو به عنوان افسر ارتش میهنی شرکت کرد. او در سال ۱۸۹۵ متولد شد و در ژوئن ۱۹۱۴، پس از فارغ التحصیلی از دبیرستان در لوبلین به ارتش امپراتوری روسیه پیوست و در جنگ جهانی اول شرکت کرد. پس از پایان جنگ و تشکیل لهستان به کشور بازگشت و به ارتش پیوست. در هنگام تهاجم ارتش آلمان به لهستان او زخمی شد و به همین دلیل توانست از ادوگاه اسرا بیرون بیاید. سپس ژیمسکی به ارتش میهنی پیوست و در جریان قیام ورشو در ناحیه شهر قدیم فرمانده نیروهای شورشی بود و در مذاکرات صلح با آلمانی‌ها حضور داشت. او پس از پایان قیام ورشو مدتی در اردوگاه اسرا آلمان اسیر بود و پس از آزادسازی به لندن رفت و به دولت در تبعید لهستان پیوست. او در سال ۱۹۷۴ در لندن فوت کرد. 